# Лицо войны
«Лицо войны» (исп. La Cara de la Guerra) — картина испанского художника Сальвадора Дали, написанная в 1940 году. Находится в Музее Бойманса — ван Бёнингена в Роттердаме.

## Информация о картине
Картина была написана в США, где художник прожил восемь лет, и достиг высшей точки своей всемирной славы и успеха. Сюжет картины необычен, прямолинеен, Дали использует скорее средства символизма, чем «параноидально-критического метода». На полотне изображена похожая на череп голова, окружённая длинными шипящими змеями; в каждом из трёх отверстий её (глазницы и ротовая полость) расположено по одному черепу, каждый из которых наполнен черепами и черепами в этих черепах, так что голова «начинена бесконечной смертью».
В правом нижнем углу можно увидеть отпечаток руки Сальвадора Дали.